# عبد الكبير الشداتي
عبد الكبير الشداتي (1948 - 20 يوليو 2017) ممثل مغربي، شارك في عدد من الأعمال المسرحية والتلفزيونية والسينمائية.

## مسيرته
درس عبد الكبير الشداتي بمعهد الفنون المسرحية بستراسبورغ بفرنسا في سبعينيات القرن الماضي، كما عمل مديرا تقنيا بالمسرح الوطني محمد الخامس.
شارك في العديد من الأعمال المسرحية كمسرحية «البيضة فالطاس» و«سعد السعود»، وغيرها، بالإضافة إلى مشاركته في أعمال تلفزية وسينمائية مثل: «كيد النسا» و«حديث اليد والكتان» و«خنفيسة الرماد».

## أعماله

### أفلام
- 1999: كيد النساء
- 2007: ريح البحر
- 2007: حديث اليد والكتان
- 2009: الزبير وجلول
- 2011: موشومة
- 2015: خنيفسة الرماد

### مسرحيات
- 1985: البيضة فالطاس
- 1990: سعد السعود
- 2003: اللصقة
- 2005: ما شاف مارا
- 2006: النشبة
- 2011: الدق والسكات

## روابط خارجية
- عبد الكبير الشداتي على موقع IMDb (الإنجليزية)
- عبد الكبير الشداتي على موقع قاعدة بيانات الفيلم (الإنجليزية)